# Chloropseustes brunneus
Chloropseustes brunneus är en insektsart som beskrevs av Roberts och Frédéric Carbonell 1980. Chloropseustes brunneus ingår i släktet Chloropseustes och familjen gräshoppor. Inga underarter finns listade i Catalogue of Life.